# Limnophyes vestitus
Limnophyes vestitus är en tvåvingeart som först beskrevs av Frederick Askew Skuse 1889.  Limnophyes vestitus ingår i släktet Limnophyes och familjen fjädermyggor. Inga underarter finns listade i Catalogue of Life.